# UNINE蹦吧
UNINE蹦吧是中國九人男子團體UNINE的第一個團體綜藝，UNINE蹦吧紀錄了UNINE從出道往後的生活，給NANO們了解私底下的他們，《UNINE蹦吧》於2019年5月9日正式開播，每週四的中午12點在愛奇藝上線，共6期。《UNINE蹦吧－夏日季》於2019年7月18日正式開播，共3期。

## 演出者
- UNINE

## 房間分配
| 房間號 | 房間人數 | 成員               |
| ------ | -------- | ------------------ |
| 一號房 | 二人房   | 李振寧、何昶希     |
| 二號房 | 二人房   | 夏瀚宇、陳宥維     |
| 三號房 | 二人房   | 李汶翰、胡春楊     |
| 四號房 | 三人房   | 管櫟、嘉羿、姚明明 |

## 集數介紹
| 《EP1》: 9位少年離開了大廠，出發去他們18個月的家，也就是UNINE的宿舍。 宿舍是一棟黃色外觀的別墅，總共有四間房，一號小間二人房，二號中間二人房，三號超大間二人房，四號三人房，最終UNINE以翻雜誌看誰翻的雜誌人數越多就可以先優先選房間。 嘉羿、管櫟和姚明明翻出的結果為零人，所以獲得大家都不想要的四號三人房。 而一號房為何昶希和李振寧，二號房為陳宥維、夏瀚宇，三號房為李汶翰、胡春楊。 片尾為UNINE成團當晚去後台感謝老師和與他們道別，希望江湖再見。 |
| 《EP2》: 選好宿舍房間的UNINE，聚在宿舍餐廳一起吃火鍋，接獲上班任務 4月9日的早晨，被熟悉的《青春有你》主題曲喚醒，接獲本日任務「愛奇藝上班」，成員們必須先在宿舍各處找到工作繩完成分組。 綠隊成員組成有姚明明、夏瀚宇、陳宥維；黃隊成員為李振寧、嘉羿、胡春楊；灰隊成員有李汶翰、管櫟、何昶希。 |
| 《EP3》:抵達愛奇藝的成員們，在「青春有你」開會室開始泡泡圈空降活動，和青春有你的舞蹈教練徐明浩視訊通話，並填寫UNINE成員的個人簡歷、自我介紹。 |
| 《EP4》:UNINE第一張EP企劃過程公開，表情包拍攝。 接獲「UNINE一日藝術家任務」，成員們抽取姓名卡並查看警告視頻，確定跟拍對象，在行程規定時間內，每人抓拍到對方兩個以上表情包，即為任務成功。若公布結果時一日藝術家成功隱藏自己身分，則擁有對對方選擇表情包的權力，反之則將失去選擇權。 成員們跟拍對象分別是誰呢？ |
| 《EP5》:UNINE巡迴見面會、美好的一天分組、時尚芭莎拍攝幕後。 公開UNIN成員練習過程，RUN TO U 首場武漢站幕後。UNINE美好的一天分組活動，1號車成員為李汶翰、李振寧、姚明明、陳宥維，2號車成員有管櫟和嘉羿，3號車成員則由胡春楊、夏瀚宇、何昶希組成。 |
| 《EP6》: UNINE TVC拍攝幕後、美好的一天分組活動。 管櫟和嘉羿的車到底繞去哪裡，李汶翰、李振寧、姚明明、陳宥維碰上了那些神秘對手，胡春楊、夏瀚宇、何昶希買了那些東西呢？ |

## 外部連接
- UNINE蹦吧的新浪微博